# Liz Kendall
Elizabeth Louise Kendall, née le 11 juin 1971 à Abbots Langley, est une femme politique britannique, membre du Parti travailliste (Labour).
Elle est députée de Leicester West depuis 2010 et secrétaire d'État au Travail et aux Retraites depuis juillet 2024 dans le gouvernement de Keir Starmer.

## Jeunesse et carrière
Elizabeth Kendall est née le 11 juin 1971 à Abbots Langley, Hertfordshire. Elle fréquente la Watford Grammar School for Girls, aux côtés de Geri Halliwell. Après avoir quitté l'école, elle fréquente le Queens' College de Cambridge, où elle obtient son diplôme d'histoire avec mention très bien en 1993,.
Elle rejoint le Parti travailliste en 1992 et, après avoir obtenu son diplôme de Cambridge, travaille à l'Institute for Public Policy Research (IPPR) dans le domaine du développement de l'enfant et de l'apprentissage de la petite enfance. En 1996, elle devient conseillère politique d'Harriet Harman, puis conseillère spéciale du gouvernement de Harman au ministère de la Sécurité sociale après que le parti travailliste ait remporté les élections générales de 1997 et qu'Harman soit devenue ministre.
En 1998, lorsque Harman est limogée du gouvernement, Kendall démissionne et reçoit une bourse du King's Fund, un organisme de bienfaisance dans le domaine de la santé. Elle rédige une série de documents de recherche pour l'IPPR et est nommée directrice de la Maternity Alliance, une organisation caritative pour les femmes enceintes. Elle échoue à être sélectionnée comme candidate parlementaire du Labour pour Chesterfield aux élections générales de 2001, après le départ à la retraite de Tony Benn.
En 2001, elle revient au gouvernement pour travailler pour Patricia Hewitt, au ministère du Commerce et de l'Industrie, puis la suit au ministère de la Santé où elle participe à la décision d'interdiction de fumer dans les lieux publics en 2006. Après que Hewitt ait quitté le gouvernement, Kendall devient directrice du réseau des services d'ambulance, où elle reste jusqu'en 2010,.

## Carrière parlementaire
Aux élections générales de 2010, Kendall est élue députée de Leicester West avec 38,4 % des voix et une majorité de 4 017 voix,. Elle prononce son premier discours lors d'un débat sur la lutte contre la pauvreté au Royaume-Uni le 10 juin 2010.
Elle est brièvement membre du comité spécial de l'éducation entre juillet 2010 et octobre 2010. Elle soutient David Miliband pour la direction du Parti travailliste en 2010.
Lors du premier remaniement d'Ed Miliband en octobre 2010, elle devient ministre junior fantôme de la Santé, où elle sert sous John Healey. En 2011, elle contribue avec d'autres députés travaillistes et anciens ministres travaillistes au Purple Book, dans lequel elle écrit un chapitre sur la petite enfance, la santé et les services sociaux, dans lequel elle propose un programme « Teach Early Years First ». Plus tard cette année-là, elle est nommée ministre fantôme chargé des soins et des personnes âgées et devient membre titulaire du cabinet fantôme,.
Kendall est réélue députée de Leicester West aux élections générales de 2015 avec une part de voix de 46,5 % et une majorité de 7 203 voix.

### Candidature à la direction du Parti travailliste

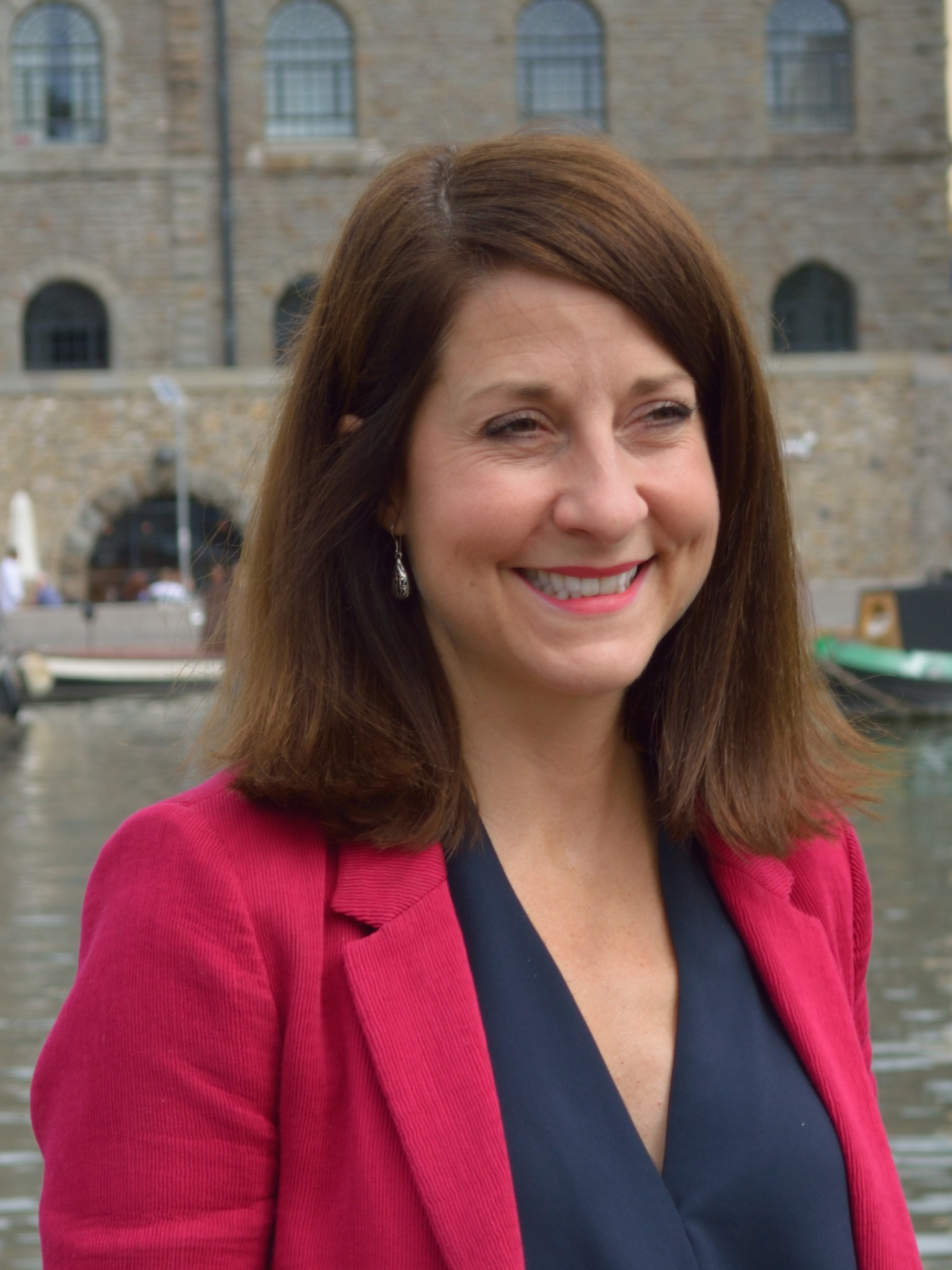
Kendall avant une réunion électorale à la direction du Parti travailliste en 2015 à Bristol.

Le 10 mai 2015, Kendall annonce sa candidature pour succéder à Ed Miliband à la direction du Parti travailliste après sa défaite aux élections générales de 2015,. Kendall est considérée par beaucoup dans les médias comme la candidate blairiste,, bien que Kendall ait déclaré qu'elle aimerait être connue comme la « candidate modernisatrice ». Sa candidature à la direction est soutenue par ses collègues du cabinet fantôme Ivan Lewis, Chuka Umunna, Tristram Hunt, Emma Reynolds et Gloria De Piero et plusieurs responsables comme Alan Milburn, Alistair Darling, John Hutton et John Reid. Elle bénéficie du soutien du Blue Labour Group au sein du Parti travailliste, comprenant des personnalités telles que Maurice Glasman et Rowenna Davis.
En juin 2015, la candidature de Kendall à la direction reçoit les éloges du Sun, qui la félicite pour avoir déclaré que « le pays passe en premier » en réponse à Andy Burnham qui a déclaré que « le Parti travailliste vient toujours en premier » lors des campagnes électorales à la direction du parti travailliste de Newsnight.
Finalement, Kendall termine quatrième de l'élection, obtenant 4,5 % (18 857) des voix.

### Démission du cabinet fantôme
Kendall démissionne du cabinet fantôme après l'élection de Jeremy Corbyn à la tête du parti travailliste en septembre 2015. Elle soutient Owen Smith dans la tentative ratée de remplacer Jeremy Corbyn lors des élections à la direction du Parti travailliste de 2016.
Lors des élections générales anticipées de 2017, Kendall est réélue avec une part de voix de 60,8 % et une majorité de 11 060 voix. Elle est réélue aux élections générales de 2019, avec une part des voix de 49,7 % et une majorité de 4 212 voix.

### Retour au banc
Keir Starmer reconduit Kendall au banc avant après avoir remporté les élections à la direction du parti travailliste de 2020. À la suite du remaniement du cabinet fantôme de novembre 2021, Karin Smyth assume ses fonctions pendant que Kendall est en congé de maternité.
Le 4 septembre 2023, elle est nommée secrétaire d'État fantôme au Travail et aux Retraites par Starmer dans le cadre du remaniement du cabinet fantôme britannique de 2023.
En juin 2024, Kendall est réélue députée pour Leicester West aux élections générales de 2024.

## Secrétaire d'État au Travail et aux Retraites

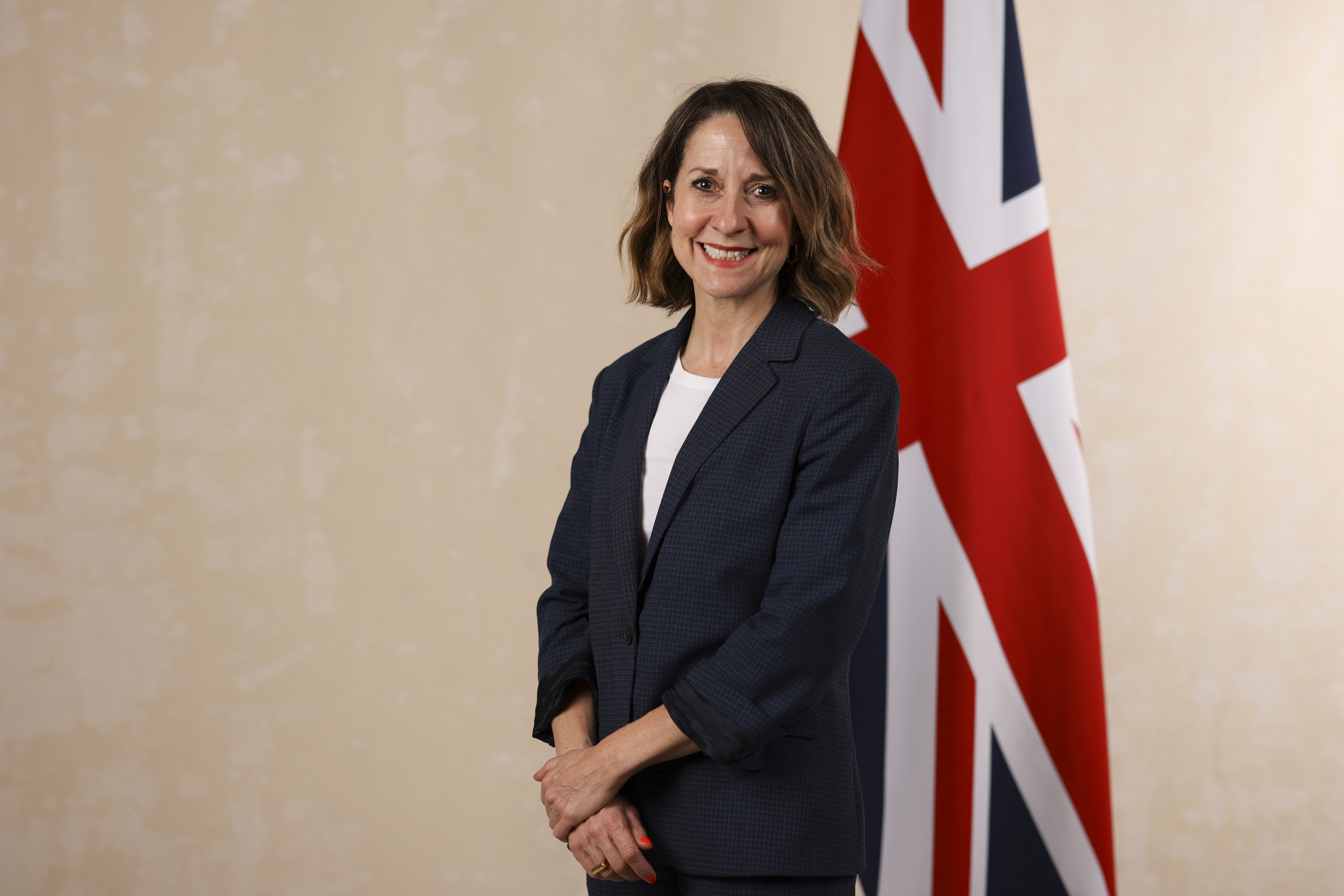
Portrait officiel du cabinet de Kendall, en juillet 2024.

Au lendemain de la victoire des travaillistes aux élections générales de 2024, Kendall est nommée secrétaire d'État au travail et aux retraites par le Premier ministre Keir Starmer. Elle est nommée au Conseil privé et prête serment le 6 juillet.

## Vie privée
Kendall a été en couple avec l'acteur et comédien Greg Davies. Ils mettent fin à leur relation quelques mois avant les élections générales de 2015,. En novembre 2021, Kendall annoncé prendre un congé de maternité en 2022 car elle va avoir un bébé grâce à une maternité de substitution. Son fils Henry est né en janvier 2022.